# Świeciechów (gromada)
Świeciechów – dawna gromada, czyli najmniejsza jednostka podziału terytorialnego Polskiej Rzeczypospolitej Ludowej w latach 1954–1972.
Gromady, z gromadzkimi radami narodowymi (GRN) jako organami władzy najniższego stopnia na wsi, funkcjonowały od reformy reorganizującej administrację wiejską przeprowadzonej jesienią 1954 do momentu ich zniesienia z dniem 1 stycznia 1973, tym samym wypierając organizację gminną w latach 1954–1972.
Gromadę Świeciechów z siedzibą GRN w Świeciechowie (obecnie są to dwie wsie: Świeciechów Duży i Świeciechów Poduchowny) utworzono – jako jedną z 8759 gromad na obszarze Polski – w powiecie kraśnickim w woj. lubelskim na mocy uchwały nr 10 WRN w Lublinie z dnia 5 października 1954. W skład jednostki weszły obszary dotychczasowych gromad Świeciechów, Baraki, Bliskowice, Natalin i Popów, ponadto miejscowości Lasek kol., Żychówki kol. i Świeciechów wieś z dotychczasowej gromady Świeciechów Poduchowny oraz miejscowość Zofiopole kol. z dotychczasowej gromady Stasin, ze zniesionej gminy Annopol w tymże powiecie. Dla gromady ustalono 24 członków gromadzkiej rady narodowej.
1 stycznia 1956 gromadę włączono do powiatu opolsko-lubelskiego w tymże województwie.
1 stycznia 1957 gromadę włączono z powrotem do powiatu kraśnickiego w tymże województwie.
1 stycznia 1969 gromadę zniesiono, włączając jej obszar do gromady Annopol w tymże powiecie.